# .33 Winchester
El .33 Winchester Center Fire (conocido también como el .33 Winchester, .33 WCF,  o el .33 Win ) es un cartucho de rifle de percusión central diseñado y producido entre 1902 y 1940 por Winchester Repeating Arms Company para su rifle palanquero Modelo 1886.

## Historia
Con el nuevo rifle de palanca Modelo 1886 y la aparición de nuevas pólvoras sin humo en el mercado, en 1891, Winchester Repeating Arms Company empezó a experimentar con el casquillo del .45-70 Government. El primer intento, consistió en ajustar el cuello del casquillo a .31-62 con una bala de 200 granos, supuestamente resultó en presiones demasiado altas para la acción. 
Una década después, se logró el resultado deseado con un nuevo calibre cuando se introdujo el .33 Winchester en 1902.  que nunca llegó a ser muy popular debido a la falta de alcance a pesar de la alta velocidad de salida (el cargador de tubo del 1886 garantizaba que las balas aerodinámicas de punta puntiaguda no pudieran usarse excepto con una sola carga), las únicas otras armas de fuego ofrecidas con esta recámara fueron el Winchester Modelo 1885 y el Modelo Marlin 1895.  La ronda fue finalmente reemplazada por el .348 Winchester en 1936, y finalmente descontinuada por Winchester en 1940,  aunque actualmente todavía se produce en pequeñas cantidades por otros fabricantes de municiones. 

## Usos

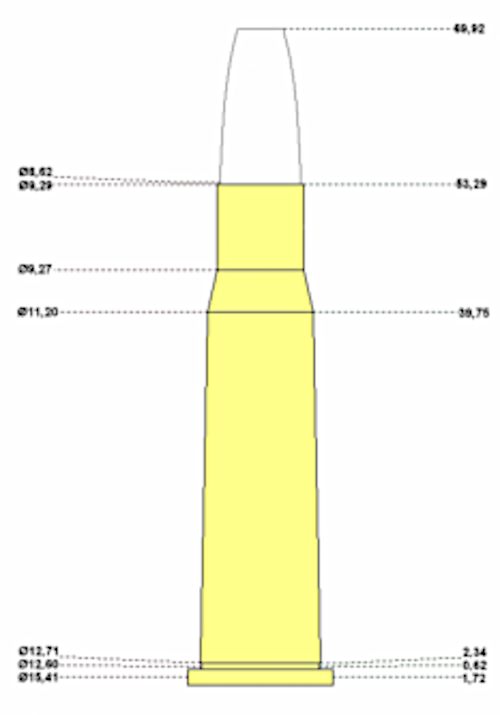
Dimensiones del .33 Winchester

Una opción adecuada para cazar ciervos, alces u osos negros en terrenos boscosos a media distancia, supera al Remington .35 balísticamente, y se puede mejorar con pólvoras modernas. 